# Sidetang
Sidetang (kinesiska: 四德堂, 四德堂乡) är en socken i Kina. Den ligger i den autonoma regionen Inre Mongoliet, i den norra delen av landet, omkring 690 kilometer öster om regionhuvudstaden Hohhot.
Genomsnittlig årsnederbörd är 592 millimeter. Den regnigaste månaden är juli, med i genomsnitt 141 mm nederbörd, och den torraste är januari, med 2 mm nederbörd.